# عهد الولاء

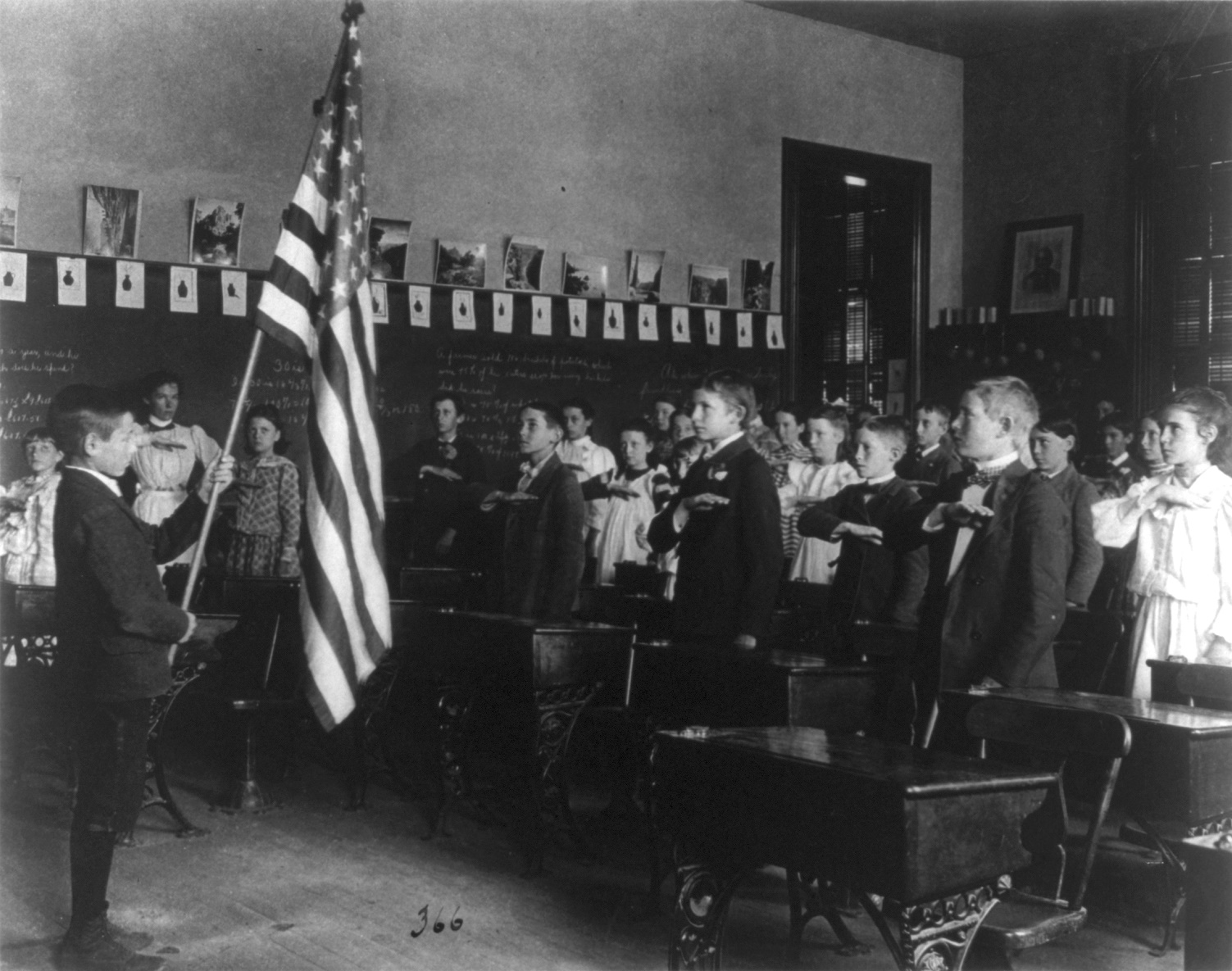

عهد الولاء (بالإنجليزية: The Pledge of Allegiance)‏ هو تعبير عن الولاء لعلم الولايات المتحدة الأمريكية. وقد برز هذا العهد أول مرة إلى حيز الوجود عندما نشرت نصّه مجلة «يوث كومبانيون» (بالإنجليزية: The Youth's Companion)‏ (رفيق الشباب) في الثامن من شهر أيلول (سبتمبر) 1892.

## تاريخ العهد
عُدّ عهد الولاء بدايةً، جزءًا من احتفال وطني بالذكرى المئوية الرابعة لرحلة كريستوفر كولمبوس إلى العالم الجديد. وقد انتشر اعتماده على نطاق واسع كجزء مما اعتادت أن تمارسه المدارس من نشاطات وطنية.

### نصّ العهد وتعديلاته
جاء في نصّ عهد الولاء القديم ما يلي:
«أتعهد بالولاء لرايتي، وللجمهورية التي تمثلها هذه الراية، أمة واحدة لا تقبل التجزئة، ينعم فيها الجميع بالحرية والعدالة».
في العام 1924 استبدلت عبارة «رايتي»، واستعيض عنها بما يلي: «راية الولايات المتحدة».

### الاعتراف الرسمي
في العام 1942 حظي عهد الولاء باعتراف رسمي من حكومة الولايات المتحدة. وقد تمكن الرئيس دوايت دي أيزنهاور في العام 1954 من اقناع الكونغرس بإضافة عبارة: «في رعاية المولى».

ليصبح النصّ النهائي بحسب الآتي:
«أتعهد بالولاء لراية الولايات المتحدة الأمريكية، وللجمهورية التي تمثلها هذه الراية، أمة واحدة في رعاية المولى، لا تقبل التجزئة، ينعم فيها الجميع بالحرية والعدالة»

## من المؤلف؟
نشأ خلاف على مدى سنوات، حول شخص مؤلف عهد الولاء، إذ ادعى كل من جيمس بي ابهام (James B. Upham) وفرانسيس بيلامي (Francis Bellamy)، وهما من محرري مجلة «يوث كومبانيون»، شرف تأليف عهد الولاء هذا، إلا أن تقريرًا صدر في العام 1957 من مكتبة الكونغرس أيد ادعاء بيلامي.

## طقوس أداء الولاء
أصدر الكونغرس في العام 1954 قانونًا ألزم بموجبه كل شخص يردد الولاء أن يقف منتصبًا في وقوفه، ويخلع عن رأسه أي غطاء يضعه عليه، إذا ما وجد ذلك، وأن يثبت يده اليمنى فوق موقع القلب.

## ينظر أيضًا
- Pledge of Allegiance
- دوايت دي أيزنهاور
- فرانسيس بيلامي
- قسم الولاء